# Dipteraltempel

Grundplan för ett dipteraltempel

Dipteraltempel, eller dipteros, kallas ett grekiskt tempel som är rektangulärt och omges av dubbla rader av kolonner på alla fyra sidorna.